# خوان انریکه هیز
خوان انریکه هیز (اسپانیایی: Juan Enrique Hayes‎; ۲۰ ژانویهٔ ۱۸۹۱ – ۲۵ ژوئیهٔ ۱۹۷۶) بازیکن فوتبال اهل آرژانتین بود.
از باشگاه‌هایی که در آن بازی کرده‌است می‌توان به باشگاه فوتبال روساریو سنترال اشاره کرد.
وی همچنین در تیم ملی فوتبال آرژانتین بازی کرده‌است.